# Jack White
John Anthony White (Detroit, 9 de julho de 1975; nascido John Anthony Gillis), também conhecido como Jack White, Jack III White ou Jack White III é um músico, cantor e produtor musical de rock estadunidense, vencedor de 10 prêmios Grammy Awards. Foi considerado o 70º melhor guitarrista de todos os tempos pela revista norte-americana Rolling Stone. Em 2001, fundou sua própria gravadora de discos, a Third Man Records.
Seu disco solo Fear of the Dawn foi eleito como o 13º melhor álbum de guitarra de 2022 por leitores da Guitar World.

## Biografia

### Infância e adolescência
De ascendência polonesa, escocesa e canadense, John Anthony Gillis, filho de Teresa e Gorman Gillis, é o mais novo de dez filhos (seis irmãos e três irmãs), tendo nascido em um bairro de classe média baixa em Detroit, Michigan. Cresceu em uma família católica. A mãe e o pai dele trabalhavam na Arquidiocese de Detroit como secretária no escritório do cardeal e superintendente de manutenção do prédio, respectivamente. White se tornou coroinha, o que acabou dando-o um papel no filme de 1987, O Mistério do Rosário Negro (The Rosary Murders), principalmente filmado na paróquia Holy Redeemer no sudoeste de Detroit. Quando criança, White, era fã de música clássica. Ele frequentou a Cass Technical High School em Detroit.
Ele começou a tocar bateria, aos seis anos. Quando adolescente, White já escutava blues e rock dos anos 60 que o influenciou bastante no The White Stripes, sendo Son House e Blind Willie McTell seus músicos favoritos de blues. Ele e seu amigo de infância, Dominic Suchyta, escutavam álbuns no sótão de White nos finais de semana e começaram a gravar covers em um gravador de rolo. White era descrito, nesse tempo, sendo "um garoto com cabelo curto e um suspensório". Ele já mencionou em várias entrevistas que a música "Grinnin' In Your Face" de Son House é sua música favorita de todos os tempos.
Em 2005 no programa 60 Minutes, White disse para Mike Wallace que sua vida poderia ter sido diferente. "Eu seria aceito em um seminário em Wisconsin, e eu iria me tornar padre, mas no último segundo eu pensei, 'eu vou para uma escola pública.' Eu tinha acabado de comprar um novo amplificador e eu não sabia se eu poderia levar ele comigo para o seminário." Aos 15 anos, White começou um programa de aprendizagem de estofos com um amigo da família, Brian Muldoon. White credita Muldoon expondo-o ao punk rock assim tocando com Muldoon como uma banda: "Muldoon tocava bateria então eu tinha que tocar guitarra." Eles gravaram um álbum, Makers of High Grade Suites, como The Upholsterers. White começou um négocio sozinho, Third Man Upholstery. O slogan do seu negócio era "Sua mobília não está morta" e a mistura de cores era amarelo e preto - incluindo uma van amarela, um uniforme amarelo e preto e uma prancheta amarela. Embora Third Man Upholstery nunca faltara trabalho, White disse que era não lucrativo, por causa da sua complacência sobre dinheiro e suas práticas que eram consideradas não profissional, inclusive fazer contas em lápis e escrever poesia no interior do mobiliário. Não muito depois, White teve seu primeiro show profissional, como baterista da banda de Detroit Goober & The Peas. Ele também tocou em outras bandas locais e fez shows sozinho.

## Vida pessoal

### Relacionamentos
John Anthony Gillis conheceu Megan Martha White enquanto ela, decidida a se tornar chefe de cozinha, trabalhava no restaurante Memphis Smoke. Os dois casaram-se em 21 de setembro de 1996, momento onde Jack adotou legalmente o sobrenome da esposa, passando a chamar-se John Anthony White. Meg White aprende a tocar bateria com o esposo e no ano seguinte, supostamente no dia da Bastilha de 1997," iniciam o duo The White Stripes. O divórcio ocorre em 24 de março de 2000, antes mesmo que o duo e ex-casal encontrem o sucesso com o álbum White Blood Cells, em 2001. Constantemente, durante seus shows, Jack White apresentava a introvertida Meg White por “big sister” (irmãzona, em inglês); esse parentesco foi questionado após a fama do duo. Em 2002, quando perguntado sobre o assunto pela revista Spin, Jack comentou:

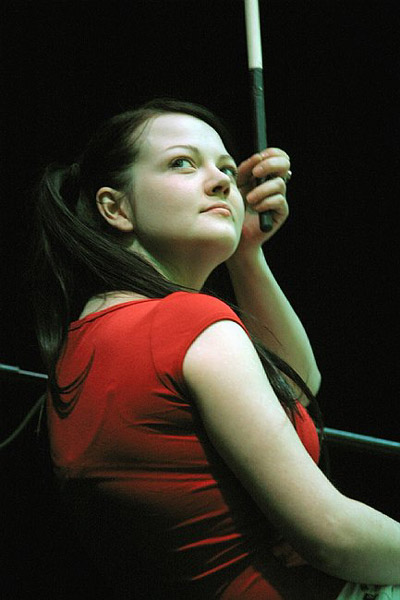
Meg White

"Nós desistimos. As pessoas podem falar o que quiserem neste momento. Nunca foi importante para nós. Nós nunca tentamos criar isso. Nós nunca tentamos ser ícones ou esperamos chamar atenção. Nunca nos sentamos propositalmente e dissemos: 'Se dissermos essas coisas, as pessoas falarão sobre nós.'"
Após a dissolução do duo The White Stripes em 2011, Jack relatou a dificuldade de entrar em contato com Meg White, sobre seu caráter eremita e seu desinteresse em participar ativamente do grupo." Apesar das críticas, o músico teceu elogios à antiga companheira:
Ela era a antítese de um baterista moderno. Tão pueril, incrível e inspiradora. Tudo isso de não falar não importava, porque no palco... Nada que eu faça vai superar aquilo.
No dia 1 de junho de 2005, a bordo de uma canoa no rio Amazonas, Jack casou-se com a modelo e cantora inglesa Karen Elson, que lhe deu seus dois filhos: Scarlett Teresa White e Henry Lee White. Em 2013, planejaram uma festa juntos para celebrar o divórcio e mostrar que não havia rancor, mas a disputa pela guarda das crianças acabou por se tornar motivo de disputas na justiça.

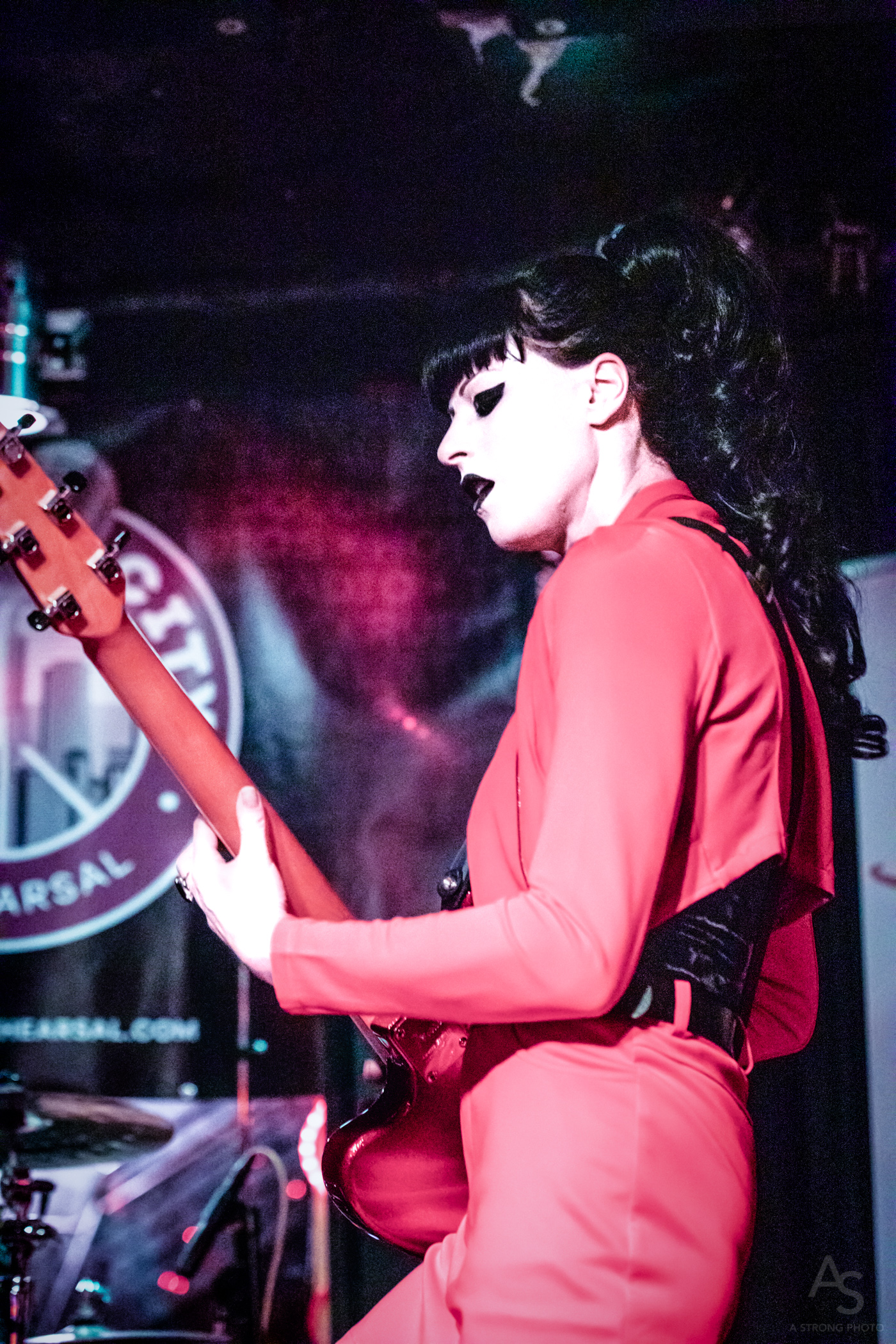
Olivia Jean

Em 08 de abril de 2022, durante o show de lançamento de seu novo álbum Fear of the Dawn em sua cidade natal, Detroit, Jack White pediu sua namorada, a também musicista, Olivia Jean, em casamento. White convidou Jean ao palco para tocar a “Hotel Yorba” (The White Stripes); durante o verso “Let’s get married” (“Vamos nos casar”, em inglês), Jack ofereceu o anel de noivado à Olivia. Durante o bis, o casamento dos dois foi oficializado por Ben Swank, co-fundador da Third Man Records.

## Discografia

### Álbuns de estúdio solo
| Blunderbuss                                                       | - Lançamento: 23 de abril de 2012 - Gravadora: Third Man, XL Recordings, Columbia - Formatos: CD, DI, LP | 1 | 2  | 3 | 1  | 1  | 5  | 3  | 4  | 1 | 1 | - UK: Ouro  |
| Lazaretto                                                         | - Lançamento: 10 de junho de 2014 - Gravadora: Third Man, Columbia - Formatos: CD, DI                    | 1 | 3  | 6 | 2  | 1  | 9  | 5  | 5  | 2 | 4 | - CAN: Ouro |
| Boarding House Reach                                              | - Lançamento: 23 de março de 2018 - Gravadora: Third Man, XL, Columbia - Formatos: CD, LP, download      | 1 | 11 | 8 | 10 | 1  | 11 | 17 | 10 | 5 | 5 | -           |
| Fear of the Dawn                                                  | - Lançamento: 8 de abril de 2022 - Gravadora: Third Man - Formatos: CD, LP, download                     | 4 | 25 | 4 | 12 | 10 | 16 | 6  | 11 | 3 | 3 | -           |
| Entering Heaven Alive                                             | - Lançamento: 22 de julho de 2022 - Gravadora: Third Man - Formatos: CD, LP, download                    | 9 | 43 | 4 | 12 | 45 | 35 | 4  | 9  | 3 | 4 | -           |
| "—" refere-se a um lançamento que ainda não apareceu nas tabelas. | |   |    |   |    |    |    |    |    |   |   |             |

### Singles solo
| Título                                 | Ano  | Melhor posição na tabela | Melhor posição na tabela | Melhor posição na tabela | Melhor posição na tabela | Melhor posição na tabela | Melhor posição na tabela | Melhor posição na tabela | Melhor posição na tabela | Melhor posição na tabela | Melhor posição na tabela | Melhor posição na tabela | Álbum                          |
| Título                                 | Ano  | EUA                      | EUA Alt.                 | EUA Rock                 | AUS                      | BEL                      | CAN                      | CAN Alt.                 | CAN Rock                 | FRA                      | SUI                      | UK                       | Álbum                          |
| -------------------------------------- | ---- | ------------------------ | ------------------------ | ------------------------ | ------------------------ | ------------------------ | ------------------------ | ------------------------ | ------------------------ | ------------------------ | ------------------------ | ------------------------ | ------------------------------ |
| "Another Way to Die" (com Alicia Keys) | 2008 | 81                       | —                        | —                        | 29                       | 10                       | 15                       | —                        | —                        | 98                       | 4                        | 9                        | Quantum of Solace banda sonora |
| "Love Interruption"                    | 2012 | 106                      | 13                       | 27                       | —                        | 70                       | 72                       | 6                        | 11                       | —                        | —                        | 126                      | Blunderbuss                    |
| "Sixteen Saltines"                     | 2012 | —                        | 12                       | 30                       | —                        | 66                       | 93                       | 6                        | 16                       | 171                      | —                        | 129                      | Blunderbuss                    |
| "Freedom at 21"                        | 2012 | —                        | 22                       | 77                       | —                        | 36                       | —                        | 16                       | 32                       | —                        | —                        | —                        | Blunderbuss                    |
| "I'm Shakin'"                          | 2012 | —                        | —                        | —                        | —                        | —                        | —                        | 33                       | 26                       | —                        | —                        | —                        | Blunderbuss                    |
| "Lazaretto"                            | 2014 | 108                      | 9                        | 16                       | —                        | 68                       | 99                       | 10                       | 20                       | 173                      | —                        | —                        | Lazaretto                      |
| "Would You Fight for My Love?"         | 2014 | —                        | 38                       | —                        | —                        | —                        | —                        | —                        | —                        | —                        | —                        | —                        | Lazaretto                      |
| "That Black Bat Licorice"              | 2015 | —                        | —                        | —                        | —                        | —                        | —                        | —                        | —                        | —                        | —                        | —                        | Lazaretto                      |

Goober & the Peas

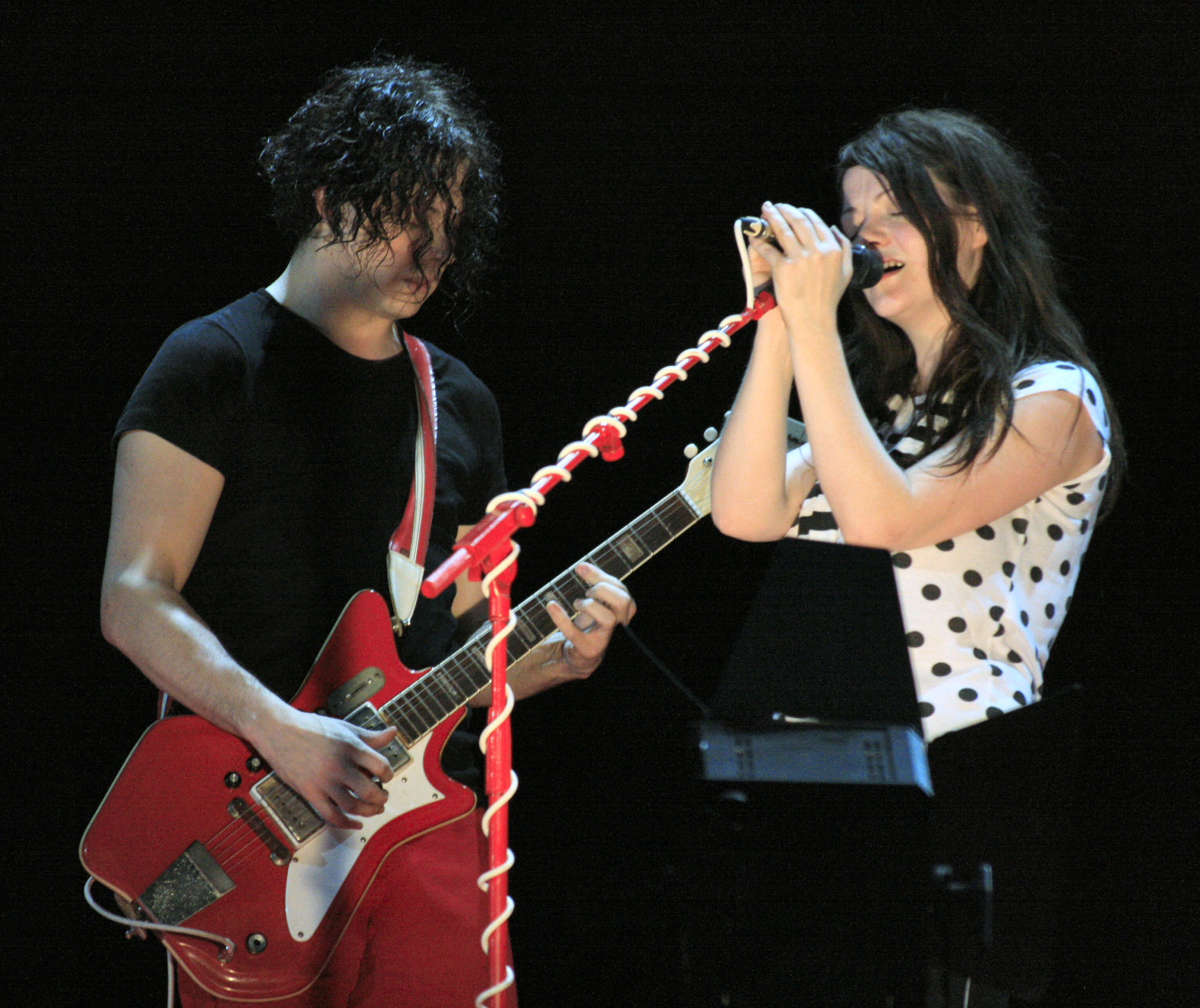
Jack e sua ex-esposa Meg, se apresentando pelo The White Stripes

- The Jet-Age Genius of Goober & the Peas (1995)
- The Complete Works of Goober & the Peas (1992)
- A Christmas Eve Get-Together With Goober & the Peas (1992)

The White Stripes
- The White Stripes (1999)
- De Stijl (2000)
- White Blood Cells (2001)
- Elephant (2003)
- Get Behind Me Satan (2005)
- Icky Thump (2007)

The Raconteurs
- Broken Boy Soldiers (2006)
- Consolers of the Lonely (2008)
- Help Us Stranger (2019)

The Dead Weather
- Horehound (2009)
- Sea of Cowards (2011)
- Dodge and Burn (2015)